# Хабижанов, Басыр Хабижанович
Басы́р Хабижа́нович Хабижа́нов (каз. Басыр Хабижанов; 8 сентября 1930, Западно-Казакская область, Казакская АССР — 24 января 1982, Семипалатинск, Восточно-Казахстанская область) — доктор медицинских наук (1973), академик (1975).

## Биография
Закончил Казахский государственный медицинский институт в 1953 году. Затем работал ассистентом, доцентом курса травматологии, заведующим кафедрой, проректором по научной работе (1976—1980) в Семипалатинском государственном медицинском институте.
В 1972 году в городе Алма-Ате защитил докторскую диссертацию на тему «Изучение гетеротрансплантации костной ткани плодов, консервированной различными методами в эксперименте и клинике». Автор более 50 научных публикаций.

## Награды
- Орден Трудового Красного Знамени[1].